# 北名古屋市立訓原中学校
北名古屋市立訓原中学校（きたなごやしりつくんぱらちゅうがっこう）は、愛知県北名古屋市にある公立中学校。

## 概要
- 旧・西春日井郡師勝町の中学校であり、校区は鹿田才海、鹿田清井古、鹿田天井田、鹿田道下、鹿田国門地、鹿田栄（一部）、鹿田東村前、鹿田西村前、鹿田藤の木、鹿田大日堂附（一部）、鹿田西藤之木、高田寺一本橋、高田寺起返、高田寺中外浦、高田寺東の川、高田寺北の川（一部）、高田寺西の門（一部）、高田寺後明、高田寺砂場（一部）、高田寺出口、高田寺屋敷（一部）、久地野、二子、井瀬木井の元、井瀬木五町、井瀬木郷前、井瀬木高畑（一部）、井瀬木狭場である[1]。
- 校名は、かつてこの地域に存在した西春日井郡訓原村[注釈 1]に由来する

## 沿革
- 1979年（昭和54年）4月 - 師勝町立師勝中学校から分離し、師勝町立訓原中学校として開校。
- 2006年（平成18年）3月20日 - 師勝町、西春町が合併し、北名古屋市が発足。同時に北名古屋市立訓原中学校に改称する。

## 交通アクセス
- 名鉄犬山線西春駅下車、徒歩約25分。

## 周辺施設
- 西春日井広域事務組合消防本部・東消防署
- 総合運動広場（北名古屋稲葉篤紀ふるさと広場）
- 久地野ほほえみ広場
  - 北名古屋市立久地野保育園
  - 南子育て支援センター 子育て広場「星の広場」
- 北名古屋市立師勝中学校
- 北名古屋市立師勝小学校
- 北名古屋市立師勝南小学校
- 北名古屋市立鴨田小学校